# Lombarden (bankiers)
Lombarden of Lombards werden in de late middeleeuwen de geldhandelaren uit Lombardije genoemd. Zij vestigden zich op het grondgebied van onder andere in de huidige landen Duitsland, Nederland, Frankrijk en België. Door hun specifieke kennis van geldzaken en hun groot en beschikbaar vermogen waren zij superieur aan hun autochtone collega's. Tegelijk waren ze het voorwerp van negatieve beeldvorming en kregen ze vanaf de 13e eeuw geregeld te maken met uitdrijvingen, zoals de Joden en de Franse Cahorsijnen.

## Geschiedenis
Vanaf de 13e eeuw verschenen Italiaanse kooplieden steeds vaker als bankiers in de Europese steden, zo ook in de graafschappen Holland en Zeeland. Ze speelden een steeds belangrijkere rol in zowel kredietverlening als handel. Hierin waren ze superieur aan autochtone handelaren, zowel door grotere vaardigheden in de geldhandel als door grote kapitaalsvermogens. Bovendien werden ze vanaf de 14de eeuw specifiek gepromoot door heersers in de regio's. In die eeuw konden ze ook de financiële markten binnendringen. Alle Italianen in de geldhandel, ongeacht hun feitelijke oorsprong, werden Lombarden of Lombards genoemd.

### Redenen voor Italiaans bankieren in Holland en Zeeland
Italiaanse handelaren hadden in de dertiende eeuw al superieure methoden voor financieel beheer ontwikkeld, zoals de betalingsoverdracht over grote afstanden door middel van facturen en factureringsprocedures om de betalingstransacties met verschillende soorten munten af te handelen. In het kader van de handel voor de wol- en lakennijverheid waren deze technieken onmisbaar geworden. Met de teloorgang van de Jaarmarkten van Champagne aan het einde van de 13e eeuw, vestigde de Europese Noord-Zuidhandel zich steeds meer in de grote steden.
Het ontbrak de lokale zakenmensen aan kennis en muntkapitaal om deze handel aan te kunnen. Bovendien veranderden de bestuurlijke structuren onder de territoriale heersers. Militaire en politieke taken werden in toenemende mate gereguleerd door financiële transfers. Men spreekt van een commercialisering van het bestuur, waarbij ook de territoriale heren muntgeld mis liepen.
Zo was er aan de ene kant behoefte aan financiële experts en kredietverstrekkers in de stedelijke gebieden en aan de andere kant gaf door het verval van de Jaarmarkten van Champagne voor Italiaanse langeafstandshandelaren de prikkel om te verhuizen.
De meeste Lombarden kwamen voornamelijk uit Asti en Chieri. De hele regio van Holland en Zeeland was bedekt door een netwerk van filialen in handelssteden, zoals Leiden, Delft, Rotterdam, Dordrecht in Holland, en Middelburg, Veere, Westkapelle, Domburg en Vlissingen in Zeeland.
De schikking was echter altijd beperkt in die tijd en de bescherming door de landsbestuurders werd met hoge vergoedingen ingekocht. De Lombarden leefden meestal om praktische redenen vrijwillig in koloniën, als een speciale groep. Er was geen assimilatie en huwelijken met de lokale bevolking waren zeldzaam en daarbij meestal om economische redenen.
De lombard, zoals de bank van de Lombarden werd genoemd, was actief in de overdracht van fondsen, kleine en middelgrote kredietverstrekkingen en in het verstrekken van grote leningen aan landerijen. In het laatste geval trad ze meestal op als een consortium. Dit gaf een grote lening aan een soeverein en kreeg daardoor het privilege om douane- en belastingwetten van deze soeverein te beheren en zo de lening samen met rente te incasseren. De deelnemende Lombards werden aldus onderdeel van de territoriale financiële heerschappij. Vaak fungeerden nobelen van het territorium als bemiddelaars.
Lombardkredieten waren meestal kortlopend en hoogrenterend.

### Oorzaken voor het verdwijnen van de Lombarden
Aan het begin van de 15e eeuw slaagden binnenlandse kooplieden en bankiers er steeds beter in om moderne methoden voor het creëren van geld te verwerven en grotere hoeveelheden kapitaal te bijeen te brengen. Tegelijkertijd veranderde de kredietverstrekking in de stedelijke gebieden. Kortlopende hoogrenderende leningen, zoals aangeboden door de Lombards, verloren in betekenis door langetermijnleningen met een laag rendement, zoals lijfrente en inkomen. Hierdoor was het niet nodig om langer afhankelijk te zijn van de Lombards.